# Pino d'Asti
Pino d'Asti là một đô thị ở tỉnh Asti vùng Piedmont thuộc Ý, nằm ở vị trí cách khoảng 20 km về phía đông của Torino và khoảng 25 km về phía tây bắc của Asti. Tại thời điểm ngày 31 tháng 12 năm 2004, đô thị này có dân số 225 người và diện tích là 4,1 km².
Pino d'Asti giáp các đô thị: Albugnano, Castelnuovo Don Bosco và Passerano Marmorito.